# Gare d’Ors
Gare d’Ors vasútállomás Franciaországban, Ors településen.

## Vasútvonalak
Az állomást az alábbi vasútvonalak érintik:
- Creil–Jeumont-vasútvonal

## Kapcsolódó állomások
A vasútállomáshoz az alábbi állomások vannak a legközelebb:
- Gare de Landrecies
- Gare du Cateau